# Musica rock argentina
La musica rock argentina (conosciuto localmente come rock nacional, "rock nazionale" nel senso di "locale") è musica rock composta o eseguita da gruppi o artisti argentini principalmente in lingua spagnola.
Come in altri paesi, il rock argentino ha mosso i primi passi emulando ed eseguendo i successi del rock and roll statunitense in lingua inglese, per poi evolvere e rielaborate le canzoni della musica beat inglese dopo la British invasion del 1964. Tuttavia, una tendenza crescente a comporre nuove canzoni principalmente in spagnolo può essere rintracciata alla fine degli anni '60, quando diversi gruppi garage rock ed aspiranti musicisti iniziarono a comporre canzoni e testi legati ad argomenti sociali e musicali locali. Andava così formandosi quello che localmente veniva chiamato "rock nacional" che evolse costantemente durante gli anni '70 e '80, e soprattutto dopo la guerra delle Malvinas, cristallizzandosi in un movimento con caratteristiche estetiche ben definite. Fin dalle sue origini, il rock argentino ha creato un repertorio di espressioni artistiche e movimenti musicali che fanno parte della storia della musica latinoamericana. È stato un pioniere nell'incorporare lo spagnolo nel rock and roll, il che gli ha permesso di tematizzare le sue idiosincrasie, facendo riferimento alla geografia nazionale, alla storia, alla musica, al cinema, ai costumi, ecc., e includendo elementi culturali locali come i nuovi idiomi e il lunfardo. Queste componenti hanno dato origine a un peculiare modo di fare rock. Il rock argentino è riconosciuto in tutta l'America Latina, grazie alla grande popolarità delle band e degli artisti, che hanno raccolto record nelle vendite di album e nella partecipazione ai concerti.

## Storia

### 1955-1964: Il primo rock and roll in Argentina

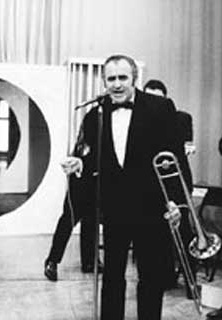
Eddie Pequenino con la sua banda Mr. Roll y sus Rocks nel 1962

Le origini del rock argentino risalgono alla seconda metà degli anni '50, quando arrivò nel paese come parte della corsa internazionale che stavano vivendo i gruppi rock and roll americani. Questo ritmo innovativo e ballabile ha portato alla formazione dei primi gruppi rock del paese. Nel febbraio 1956 fu pubblicata in spartito la canzone rock and roll Rock con Leche, che fu successivamente registrata su disco nel maggio di quell'anno da Eddie Pequenino. Va anche notato che tra il 1955 e il 1964 è abbastanza difficile trovare registrazioni di musicisti che abbiano cantato in inglese. Eddie Pequenino, l'orchestra dei Los Comandantes, i Los Rocklands, i Los Mac Ke Mac's nel loro primo album e l'orchestra di Osvaldo Norton sono alcune delle poche eccezioni.
In un periodo in cui il Tango ed la musica folklorica erano predominanti, una manciata di gruppi rock e solisti argentini organizzavano balli e feste al suono di Bill Haley, Chuck Berry, Elvis Presley, Little Richard, Chubby Checker e Bo Diddley, emulando ognuno a suo modo i diversi stili della musica statunitense. Se Eddie Pequenino e la sua band Mr. Roll y sus Rocks erano più inclini allo stile swing, altri come Los Cinco Latinos amavano i gruppi vocali del doo wop, e ce n'erano altri come Sandro che erano chiaramente ispirati dalla fusione con la musica country di Elvis Presley.

#### Origini e contesto
La scena musicale argentina dei primi anni '50 vedeva, tra i suoi generi principali, il tango (affermatosi dal 1880 circa come principale genere urbano), la musica folklorica (che stava conoscendo un boom con le migrazioni interne), la musica melodica sia francese che italiana (Il Festival della canzone di Sanremo, iniziato nel 1951, era molto popolare nella società argentina dell'epoca) e dagli Stati Uniti (come Frank Sinatra e Tony Bennett), generi di altri paesi latinoamericani (come bolero, mambo, merengue e cumbia) e il jazz (che si era affermato sulla scena di Buenos Aires a partire dagli anni '20 circa). Proprio quest'ultimo genere sarebbe stato determinante nella nascita del rock in Argentina.

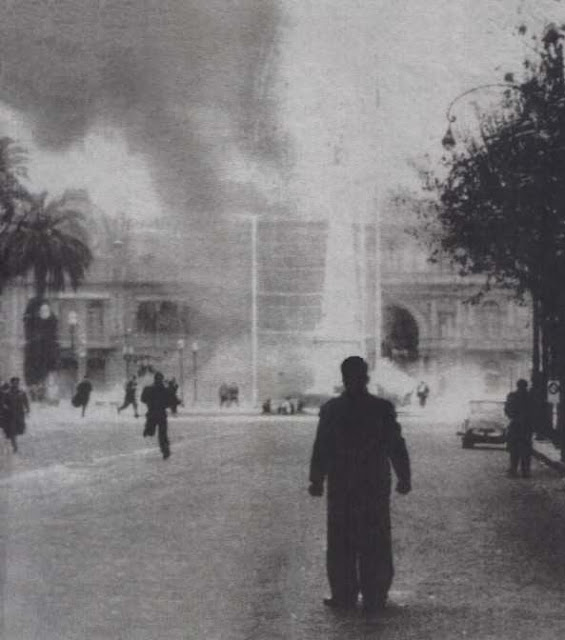
Durante la Rivoluzione Liberatrice la gente fugge terrorizzata dalla zona di combattimento.

A partire dagli anni '30 circa, in Argentina era molto forte il fenomeno della migrazione interna. L'ascesa al potere nel 1945 di Juan Domingo Perón influenzò anche il mondo della musica. Nel 1949 Perón emanò il decreto 3371/1949 "per la protezione della musica nazionale", che stabiliva che nei luoghi pubblici doveva esserci il 50% di musica realizzata da artisti argentini. Nel 1950 la musica folklorica poteva competere ad armi pari con il tango: La canzone folclorica "El rancho 'e la Cambicha", divenne la prima canzone argentina a raggiungere la cifra di un milione di copie vendute; del numero totale di singoli pubblicati quell'anno, il 21% erano tango e il 17% folklore; e delle partiture totali pubblicate quell'anno, il 30% era di tango e il 25% di folklore. Pertanto, negli anni '50, il tango cominciava a mostrare segni di cedimento della sua posizione predominante nella scena musicale argentina.
La dittatura militare del 1955, che si autodefiniva "Rivoluzione Liberatrice", avviò grandi cambiamenti in diverse aree del paese, e di conseguenza la scena musicale argentina cambiò sostanzialmente. Il tango ne risentì gravemente: la crisi economica sotto questo governo, unitamente alla limitazione delle libertà personali, portò di fatto alla riduzione dei budget dei locali da ballo, portando le orchestre e gli ensemble per ridurre il loro numero di membri. Il regime militare perseguitò gli artisti per le loro idee politiche, proibì eventi con una grande concentrazione di persone (togliendo spazi alla musica), abrogò le leggi di protezione della musica fatte da Perón e fece provvedimenti che favorivano la diffusione della musica straniera..
Era la metà degli anni '50 quando il rock and roll arrivò in Argentina, con successi americani di cantanti come Bill Haley & His Comets, Elvis Presley, Chuck Berry, Buddy Holly e Gene Vincent, insieme alle anteprime nelle sale argentine della trilogia fondamentale di film rock and roll: Blackboard Jungle, Rock Around the Clock e Don't Knock the Rock (tradotti in Argentina come Semilla De Maldad, Al Compás Del Reloj e Jealousy And Revuelos al Ritmo del rock). I film rock and roll hanno avuto un tale impatto tra adolescenti e giovani che si iniziò a ballare questo nuovo ritmo nei corridoi del cinema, nelle strade e nelle piazze. Si iniziò a vendere 7" rock and roll nei negozi di dischi e se ne diffuse il suono alla radio con stazioni pubblicitarie come Radio Splendid, Radio Mitre e il suo programma Melodías de rock'n' roll con César Lazaga, e Radio Excelsior con Rock e Belfast con Jorge Beillard, occasionalmente sostituito da Miguel Ángel Merellano.

#### La nascita del rock and roll argentino a metà anni '50
Il 5 dicembre 1955 fu realizzata la prima registrazione rock in Argentina di cui si abbia notizia. Era una versione di "Rock Around the Clock" realizzata dall'orchestra jazz guidata dal trombettista Roger Santander.
Il cantante e trombonista jazz ed R&B Eddie Pequenino mise insieme nel 1956 l'ensemble Mr. Roll y sus Rocks, il primo gruppo rock in Argentina a lanciare dischi sul mercato, contando su un giovane Lalo Schifrin come arrangiatore e pianista. La band, fortemente influenzata dallo swing di Bill Haley & His Comets, eseguiva sia brani propri che cover di gruppi americani. Tale fu il successo del gruppo che le loro versioni delle canzoni di Bill Haley vendettero più degli originali. Ma oltre ad aver realizzato il primo album rock in Argentina, Eddie Pequenino è stato il protagonista del primo brano rock argentino originale cantato in spagnolo, il già citato "Rock con leche", brano dal tono umoristico realizzato in collaborazione con il comico argentino Delfor Dicasolo. Grazie al successo ottenuto, fu girato il film Venga a bailar el rock con la performance di Mr. Roll and his Rockers e degli attori Eber Lobato, Nélida Lobato, Alfredo Barbieri e Pedrito Rico. Il film, uscito il 29 agosto 1957, includeva due delle composizioni di Pequenino in inglese e un rock in spagnolo intitolato come il film, creato da Éber Lobato. Nel maggio 1958 Bill Haley visitò l'Argentina con il suo gruppo, esibendosi al Metropolitan Theatre, e scelse M Mr. Roll y sus Rocks come band di apertura.

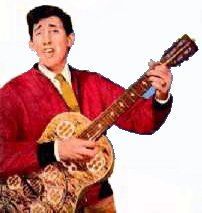
Luis Aguilé in una foto del 1959

Iniziarono in questo periodo le prime polemiche intorno alla musica rock, quando alcuni media sostennero che i film rock facevano "impazzire" i giovani provocando casi di distruzione e devastazione, diventando ancor più insistenti prima dell'arrivo di Bill Haley ed accusando il rock and roll di essere musica straniera. Bill Haley si fece così fotografare dalla rivista Antena, indossando un poncho e bevendo mate come gesto di conciliazione culturale.

Nel 1958 si formarono altri gruppi rock and roll che eseguirono le proprie canzoni e composizioni di gruppi statunitensi. Molti dei membri di questi gruppi sarebbero in seguito diventati famosi cantanti pop della cosiddetta "nueva ola" dell'Argentina degli anni 60. Si formarono i The Paters, con il cantante Lalo Fransen (futuro membro di El Club del Clan) che all'epoca si faceva chiamare Danny Santos, i suoi due primi format televisivi furono registrazioni di "A White Sport Coat (and a Pink Carnation)" di Marty Robbins e "I Forgot to Remember to Forget" di Elvis Presley. Apparvero anche i Los Modern Rockers, il cui membro Luis Aguilé — che suonava le sue canzoni come "Los Iracundos" e cover di artisti come Pat Boone — si sarebbe distinto anche anni dopo, quando fu assunto dall'etichetta Odeón, e con la sua chitarra e il supporto dell'orchestra di Armando Patrono ha registrato il bolero "Mirá qué luna", ma anche una delle prime canzoni rock originariamente create in Argentina, "La Balanza".

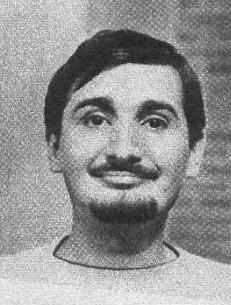
Billy Cafaro nel 1967

 Le versioni registrate in spagnolo da Billy Cafaro accompagnate dall'orchestra di Lucio Milena dei brani "Pity, Pity" e "Personality" di Paul Anka, ebbero un notevole successo. Tuttavia, quando Cafaro interpretò in spagnolo il successo tedesco "Kriminal Tango", divenne molto impopolare tra i tangueros che mal interpretarono la canzone considerandola un'offesa al tango. Billy Cafaro subì ripetuti attacchi da parte dei tangueros e fu costretto a trasferirsi in Spagna. Originario di questo paese era anche Andy Maciá che registrò le sue canzoni in spagnolo come "Rock del vaquero", "Tú eres mi luna" e "Una motoneta" — quest'ultima era un jingle pubblicitario per gli scooter Siam-Lambretta, e forse il primo jingle pubblicitario della storia argentina - aiutato dall'orchestra Horacio Malvicino che a quel tempo si faceva chiamare Don Nobody, più tardi, quando si dedicò al tango in Europa, adottò un altro pseudonimo Alain Debray. Influenzato dalla band messicana Los Teen Tops era invece Rocky Pontoni, che cantava tutti i suoi brani in spagnolo ed entrò nel mercato discografico con canzoni come "Dulce Amor Mío", "Edad", "Gracielita", "María Cristina", "Mi Presentimiento", "Noche de Luna e Rumore del vento", oltreché con interpretazioni di "Stupid Cupid" di Neil Sedaka, "Adam and Eve" di Paul Anka e "I'm On a Merry Go-Round" di Teddy Randazzo. Anche Luis Bastián cantava in spagnolo con le sue versioni di Jailhouse Rock di Elvis Presley e "Itsi, bitsi, tiny winey yellow polka dot bikini" di Brian Hyland. Supportato dall'etichetta Orfeo — una sussidiaria della CBS — Johnny Carel — il cui vero nome era José Roberto Gentile — emerse con le sue canzoni country rock in spagnolo come "Sácala a Bailar" o la sua versione spagnola di "Let's Think about Living" di Bob Luman, i cui successi li portarono ad essere rilasciati in altri paesi come Perù, Venezuela, Ecuador, Colombia, Messico e Spagna. A quel tempo, Norberto Fago che in seguito avrebbe usato lo pseudonimo di Nicky Jones, un altro futuro membro della nueva ola e El Club del Clan apparve all'interno dell'orchestra jazz Los Platos Voladores, generando in seguito la rock band The Rocklands e registrando una versione di "Runnaway" di Del Shannon e fu uno dei pochi artisti dell'epoca a cantare in inglese. Lo statunitense Chubby Checker e il suo stile twist servì da ispirazione per una band locale chiamata Los Jets, il cui membro Jorge Jackie Álvarez avrebbe formato Jackie y los Ciclones. Entrambi i gruppi hanno cantato in spagnolo, sia le proprie composizioni che delle cover. Nel 1961 Tony Vilar pubblicò il suo LP con l'etichetta CBS con canzoni rock cantate in spagnolo come "Quince años tiene mi amor", "Diablito", "Rock del Fuego" e "Rock del Abuelo". 

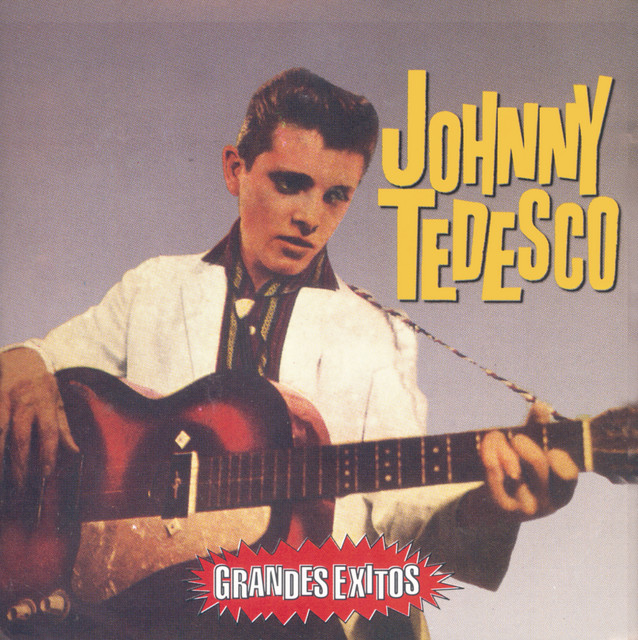
Johnny Tedesco nel 1963

 Nel luglio 1961 la multinazionale discografica RCA assunse un musicista con lo pseudonimo di Balder, che era apparso nel programma Justa del Saber su Canale 7. Fu pubblicato un singolo a 45 giri con un brano rock composto dallo stesso Balder intitolato "El rock del tom tom". Poco dopo fu pubblicata anche la sua composizione in spagnolo "Zapatos de pom pom". L'artista era Alberto Felipe Soria, detto Johnny Tedesco. L'album vendette in pochissimo tempo mezzo milione di copie, diventando anche un successo radiofonico. Tedesco sviluppò uno stile fortemente influenzato da Elvis Presley che era un misto di rock, rockabilly e musica country e si affermò come interprete spagnolo delle proprie composizioni e successi rock internazionali. "Presumida", "A lot of love", "I need your love stasera", "Eight days a week", "Coqueta" (composizione propria) e "La plaga" sono alcune delle sue interpretazioni che hanno contribuito a consolidare il genere rock in Argentina.

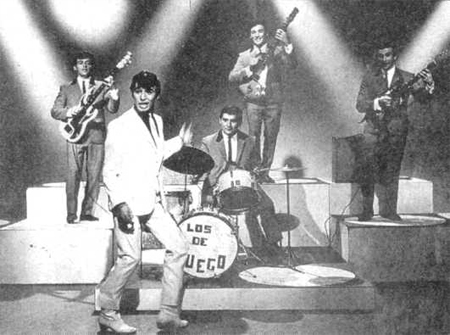
Sandro y los de Fuego nel 1961

Nel 1963, il gruppo Los de Fuego, anche conosciuto come "Sandro y los de Fuego", registrò le proprie canzoni rock in spagnolo, tra cui "Peggy Peggy", oltre a versioni di canzoni rock cantate in spagnolo come "I'll Get You", "Evening of a Busy Day", "My Bonnie" e "Money Can't Buy Me Love", diventando una delle band di maggior successo commerciale del momento, divenendo la connessione tra il vecchio Rock and Roll ed il nascente beat. Più tardi, il gruppo e l'altro suo gruppo rock, i Black Combo, si sciolsero, il suo cantante Sandro iniziò a cambiare radicalmente il suo stile, abbandonando il rock and roll classico in spagnolo, per progettare un repertorio più popolare, essendo uno dei pionieri della balada romántica latino-americana derivato dal bolero, che sarebbe diventato la quintessenza del genere pop latino nei decenni successivi. Sandro ha comunque contribuito con temi, pose e ritmi al rock and roll. Sebbene generalmente rifiutato dal mondo del rock successivo, dagli anni '90 il rock nazionale ha rivalutato Sandro e diverse band hanno inserito le sue canzoni nel repertorio, alcune delle quali sono state hit importanti, come "Give me fire". La canzone "I have" è stata inserita al numero 15 tra le 100 migliori canzoni nella storia del rock argentino da MTV e dalla rivista Rolling Stone.

### 1964-1970: Il beat tra "Invasión británica" e nuove band dall'Uruguay

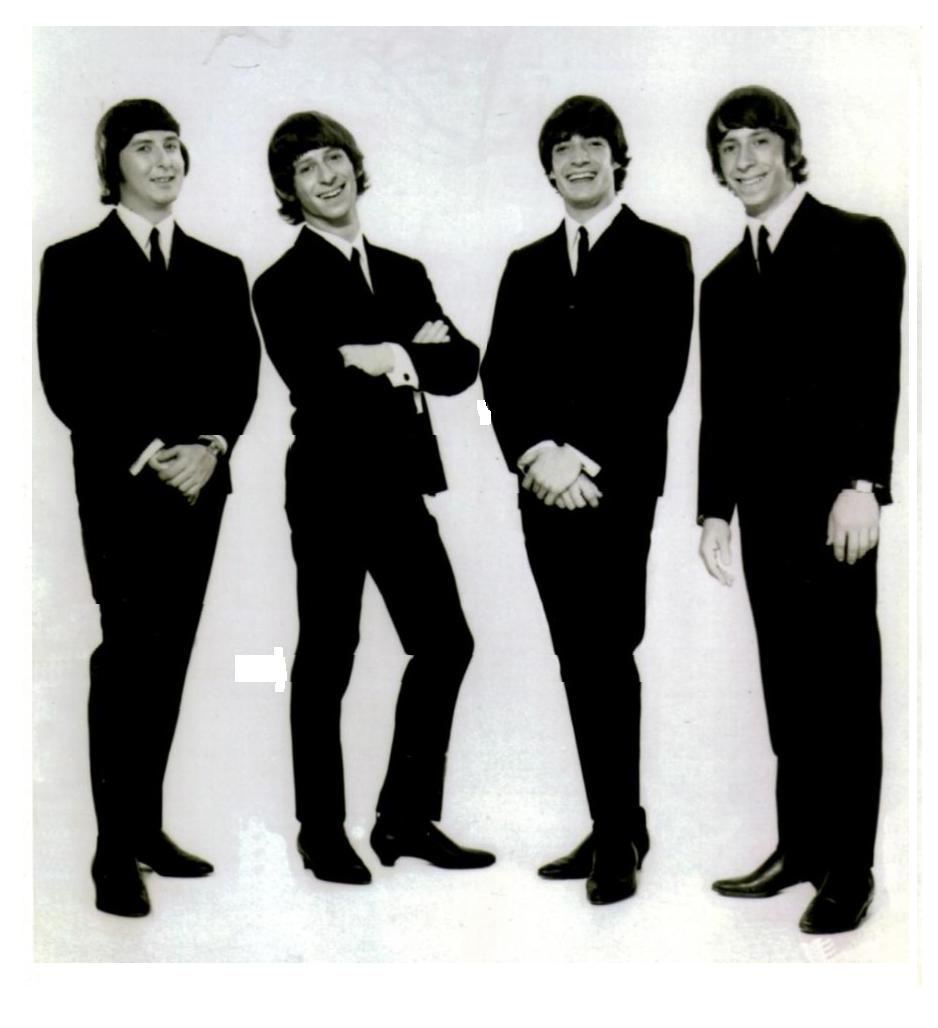
Los Shakers nel 1966

Originari dell'Uruguay, grazie al loro stile rock and roll adolescenziale ed energico, i Los TNT avevano già ottenuto abbastanza successo tra la fine degli anni '50 e l'inizio degli anni '60 al punto da tentare la fortuna in Europa. Il loro successo ha permesso loro di espandere la loro carriera in Spagna, distaccandosi dalla scena locale. Ma quell'esperienza aveva dimostrato che i complessi uruguaiani potevano conquistare l'Argentina.
Il 1964 fu segnato dal fenomeno mondiale della British Invasion e della Beatlesmania, segnando anche in argentina l'esplosione della musica beat. Ma furono anche le "invasiones uruguayas" tra il 1964 e il 1965 che contribuirono in modo decisivo al passaggio alla musica beat nel paese. Ispirati dal nuovo rock britannico, molti giovani musicisti uruguaiani iniziarono ad emularne le sonorità. Tre band, Los Shakers, Los Mockers e Kano y Los Buldogs presero rispettivamente lo stile dei Beatles e dei Rolling Stones, cantando in inglese e si trasferirono a Buenos Aires.
Il rock internazionale, soprattutto dopo il 1966, era legato a una generazione più politicizzata che si mobilitava attraverso organizzazioni studentesche e sindacali, iniziando a fronteggiare le dittature militari per strada, con una partecipazione attiva di giovani, uomini e donne, appartenenti all'ampia classe media del paese. Questa generazione simboleggiava la propria identità con il nuovo rock e la rivoluzione sessuale, a cui si opponevano come una rottura radicale con il tango e la doppia morale machista dei loro genitori.

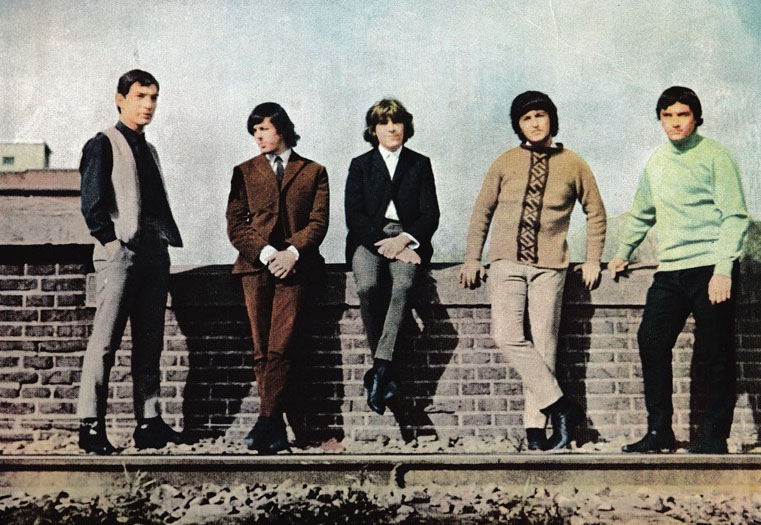
Los Gatos Salvajes (gruppo da cui nacquero Los Gatos) nel 1965

Nel 1965, la musica rock si stava sviluppando rapidamente. In televisione, diversi spettacoli come Ritmo y Juventud e El Club del Clan, con cantanti come Palito Ortega, Violeta Rivas, Chico Navarro e Lalo Fransen, presentavano una versione pop del rock, che si ispirava in egual misura al Merseybeat ed al pop romantico argentino e italiano. Tuttavia, fu nell'underground che sarebbero emerse le figure più influenti del primo rock argentino. In ex bar jazz come "La Cueva" o "La Perla del Once", personaggi come Moris, Pajarito Zaguri, Javier Martinez (batterista e cantante della band blues argentina Manal) Miguel Abuelo e Tanguito si riunivano a metà degli anni '60 per scambiare idee. Los Beatniks, di cui Moris e Martinez erano membri, iniziarono la transizione che avrebbe lentamente portato il rock argentino dall'imitazione a uno stato più creativo (pur seguendo principalmente le tendenze del Regno Unito). Formandosi nelle tranquille spiagge di Villa Gesell, registrarono il primo singolo in lingua spagnola nel 1966 intitolato "Rebelde".

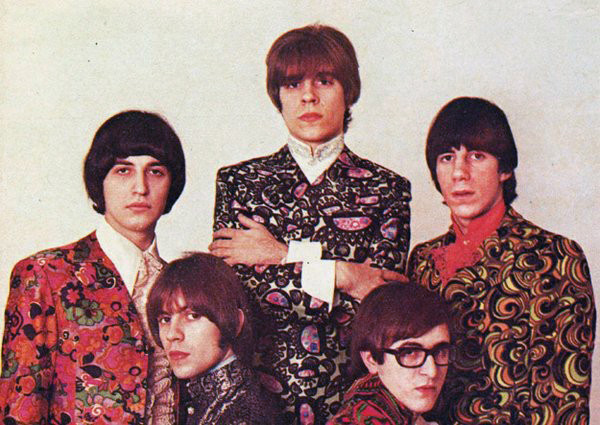
Prima formazione dei Los Gatos, circa 1968.

La svolta definitiva del materiale rock originale in lingua spagnola sarebbe spettata alla band Los Gatos. Dopo aver suonato a "La Cueva" per alcuni mesi, la band pubblicò due singoli nel 1967. Uno di loro, "La Balsa", co-scritto da Tanguito e Litto Nebbia, vendette 200.000 copie. Questo evento contribuì alla popolarità del genere perché era in spagnolo ed era una composizione originale. L'anno successivo vide la prima pubblicazione di Pinap, una rivista rock, e la fondazione della prima etichetta rock argentina, la Mandioca. Nel 1969 si tennero quattro importanti concerti di "musica beat": i June Sunday, il Festival Nacional de Música Beat, il Festival Pinap ed il Festival de Música Joven.
Sulla scia dei Los Gatos, sono emerse diverse band, tra cui gli Almendra di Luis Alberto Spinetta ed i Manal. I tre sono considerati i fondatori del movimento rock argentino. Nessuno di questi gruppi avrebbe però avuto una storia lunga: infatti la maggior parte di loro si sciolsero all'inizio degli anni '70. La prima scena rock argentina era caratterizzata da molti cambi di formazione nelle band e persino dallo scambio di membri tra band, o membri di band diverse che si incontravano e formavano nuovi gruppi.
Gli Almendra si sciolsero nel 1970 e Spinetta formò Pescado Rabioso, e gli altri membri fondarono Color Humano e Aquelarre. Nel 1970, Vox Dei rinnovò il movimento. Il loro album "La Biblia" è uno dei loro lavori più famosi dei primi anni '70. In quello stesso anno, il primo BA rock festival divenne la prima vetrina di un sottogenere in ascesa che avrebbe prevalso nella prima metà del rock argentino degli anni '70. Un nuovo gruppo di musicisti doveva portare nuove idee nel mix del primo rock argentino.

### I nuovi sottogeneri degli anni '70

#### Rock acustico ed Hard rock
All'inizio del decennio iniziò a verificarsi la prima vera diversificazione nel rock argentino, sebbene la scissione si stesse preparando anche prima, poiché alcune band avevano acquisito sonorità più pesanti, con il mondo del rock che entrava nell'era dell'hard rock / heavy metal. Tra questi gruppi vi erano i Pescado Rabioso, i Vox Dei, Billy Bond y La Pesada del Rock. Pappo's Blues è stato riconosciuto come uno dei più grandi chitarristi di tutti i tempi da B.B. King, che lo ha invitato a suonare al Madison Square Garden. Un altro gruppo heavy rock importante ma trascurato del periodo fu El Reloj, ma negli anni successivi si sarebbero spostati verso il rock progressivo.
Al contrario, il primo B.A Rock festival (ora promosso dal successore della rivista Pinap chiamata Revista Pelo), coinvolse molti degli artisti e delle band che avrebbero guidato il movimento del rock acustico: Gustavo Santaolalla formando Arco Iris, l'ibrido folk-rock di León Gieco, Sui Generis e solisti come Charly García, Raul Porchetto e Pedro y Pablo.
La proliferazione di queste band e la loro crescente popolarità, essendo i primi anni '70 l'apice del movimento hippie in Argentina, portò all'Acusticazo del 1972. Diverse band rock acustiche avrebbero guadagnato popolarità dalle loro esibizioni su questo palco, tra queste Vivencia, Pastoral e Alma y Vita. Il successo colossale dell'Acusticazo fu un punto di svolta in cui il rock argentino iniziò ad essere ascoltato in maniera massiccia. Nello stesso anno, Tanguito fu ucciso da un treno. Le teorie della cospirazione sulla sua morte abbondano, incluso il fatto che si sia suicidato e persino che sia stato gettato sui binari dalla polizia. Dato che era un forte consumatore di droghe, alcuni sostengono che potrebbe semplicemente essere inciampato. Il film del 1993 Tango Feroz racconta la vita di Tanguito.
Con il progredire degli anni '70, il rock acustico continuò a essere lo stile più popolare del paese.
I Sui Generis iniziarono a passare dal loro classic rock acustico a un suono più elettrico e viscerale. Inoltre, nell'underground argentino si agitavano nuove band con un suono radicalmente diverso dal rock acustico o dall'heavy rock: influenzate da alcuni dei lavori più sperimentali del rock acustico (come Arco Iris e il loro Agitor Lucens V con le sue influenze di world music), dalla musica Tango e anche dal rock progressivo britannico. Questo sarebbe stato il progetto del rock progressivo argentino che sarebbe sbocciato all'apice del movimento nel 1975. All'inizio di quell'anno pochi potevano prevedere quale spartiacque sarebbe diventato non solo nella storia del rock argentino, ma anche in quella del paese.
Charly García e Nito Mestre lasciarono i Sui Generis. I loro due concerti finali ebbero luogo alla Luna Park Arena, il 5 settembre 1975, davanti a 30.000 persone. Gli storici guardano ai concerti di addio di Sui Generis come la fine dell'era del rock argentino "classico". Il rock acustico stava passando alla storia: le band si dissolvevano, cambiavano sound, e quelle che rimanevano perdevano popolarità. Il rock progressivo argentino era in aumento, così come la repressione politica delle libertà di espressione. Inoltre, diverse band avrebbero lasciato il paese per pascoli più verdi in Europa, principalmente in Spagna, tra cui Moris e Aquelarre.
L'era classica della musica rock argentina era completamente finita nel 1976. All'inizio di quest'anno, il rock argentino è diventato molto più sofisticato e concettuale. Alcune band acustiche avrebbero continuato ad avere un discreto successo, tra cui Pastoral e Nito Mestre y Los Desconocidos de Siempre. Ma fu l'inizio del periodo di dominio del rock sinfonico e progressivo.

#### Rock progressivo

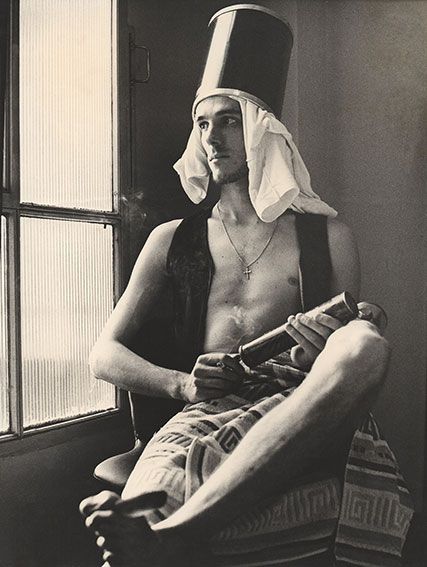
Luis Alberto Spinetta in una foto del 1974

All'inizio degli anni '70, la band Contraluz combinava musica rock con sfumature progressive rock e folk rock. Questo sarebbe stato uno dei gruppi più influenti negli anni precedenti l'emergere del rock progressivo e sinfonico. La band partecipò alla prima edizione del B.A. Rock festival mercoledì 11 novembre 1970 e alla seconda a novembre 1971.
Nello stesso anno, 1971, apparvero gli Orion's Beethoven, che nel 1973 pubblicarono il loro disco di debutto Superángel su Phonogram, un gruppo rock e blues progressivo guidato dai fratelli Ronán e Adrián Bar che avrebbe avuto il suo momento di fama otto anni dopo, quando avevano già abbandonato il sound progressivo ed abbreviato il nome in Orions - con la loro unica hit "Toda la noche hasta que salga el sol".
Un'altra band sinfonica/progressiva erano i Crucis. La loro musica ha iniziato ad attirare l'attenzione nell'underground, per poi esibirsi in luoghi più grandi. Quando i cambiamenti politici travolsero il rock argentino nel 1975, la loro musica stava rapidamente raggiungendo il gusto popolare. Le loro composizioni erano forti e dinamiche con pause inaspettate e l'accattivante interazione tra la chitarra elettrica e le tastiere.
Gli Espíritu, che si sono formati nel 1973 ma avevano radici dal 1969, sarebbero diventati un gruppo seguito a livello internazionale nell'ultima parte del periodo di massimo splendore del rock sinfonico. Il primo album Crisalida è citato come il loro migliore, con composizioni alternate e atmosfere mutevoli, tastiere lussureggianti e buone armonie vocali.

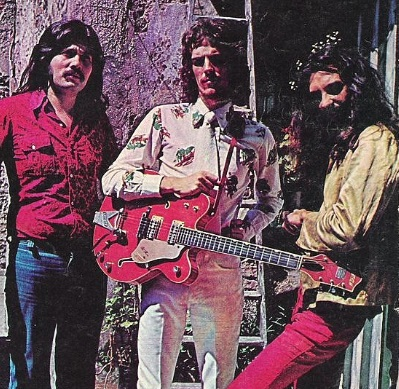
Gli Invisible in una foto del 1974

Gli ex heavy rocker El Reloj si sono rivolti al prog con l'album omonimo del 1975. Il loro suono è stato paragonato al suono mistico e proggy degli Uriah Heep.
Una band sinfonica che avrebbe avuto un grande anno nel 1976 era quella degli ALAS. La loro musica era ancora più intellettuale e poco ortodossa. Gli ALAS vantava artisti come Rodolfo Mederos e Pedro Aznar. Luis Alberto Spinetta avrebbe dato vita alla sua terza band chiamata Invisible nello stesso anno. Il loro suono sinfonico venato di tango portò il plauso della critica. Una band che ha creato molte aspettative mai realizzate fu Kingdom of Munt. Formata da Raul Porchetto, comprendeva un giovane Alejandro Lerner e musicisti come Gustavo Basterrica e Frank Ojsterseck.

La Máquina de Hacer Pájaros in una foto del 1977

Charly García formò la sua band post-Sui Generis, chiamata La Máquina de Hacer Pájaros, con cui iniziò le esplorazioni nel rock sinfonico e progressivo. Altre band sinfoniche e progressive popolari furono Torax, Ave Rock, Anacrusa e Materia Gris.
Gli Arco Iris nel frattempo continuarono ad espandersi nel loro folk rock sinfonico e furono raggiunti dalla veterana band cilena Los Jaivas, che stavano sfuggendo alla dittatura di Pinochet che era salito al potere nella loro nazione nel 1973. I due insieme a Contraluz erano i principali esponenti del sottogenere progressive folk.
Il 24 marzo 1976, il governo democratico fu rovesciato da un colpo di stato militare, aprendo così uno dei capitoli politici più oscuri della storia dell'Argentina, pieno di repressione, paura e desaparecidos. Il rock argentino non fu affatto immune alla repressione militare e subì il peggior periodo di censura della sua storia, in quanto veniva visto come sovversivo dalle autorità della nazione, che iniziarono a reprimere la musica. In un discorso del 1976, l'ammiraglio Emilio Massera denunciò musicisti e fan del rock come potenziali sovversivi e la loro repressione iniziò nel 1977. Prima della fine del decennio, il rock era diventato sempre più clandestino. Rock Nacional ha evitato la pesante censura dei media del governo e ha consentito uno sbocco per le critiche al governo, seppur espresse in modi codificati.
Nonostante questi fattori e contro ogni previsione, la musica avrebbe continuato il suo sviluppo. Insieme alla pletora di gruppi sinfonici/progressivi, i pesanti Vox Dei e Pappo's Blues continuarono ad essere molto popolari. Ancora un'altra band heavy metal, i Plus, fecero il loro debutto nel '76 e godettero di successo fino alla fine del decennio.

#### Rock sinfonico dei tardi '70
Il rock argentino ha continuato il suo suono sinfonico, il cosiddetto "concert hall" fino alla fine del decennio. Il periodo '78-'79 non è stato più prolifico per il rock, poiché le band progressive hanno continuato per la loro strada, mentre le band di rock sinfoniche divennero leggermente commerciali.
Al culmine del rock sinfonico, i Crucis vennero eguagliati in termini di popolarità dagli Espíritu; i due sono generalmente visti come gli ensemble più noti del periodo del rock sinfonico. Il primo album de La Máquina de Hacer Pájaros era un misto di impegno, performance individuali, melodie, contrasti dinamici, lavoro d'insieme e arrangiamenti.

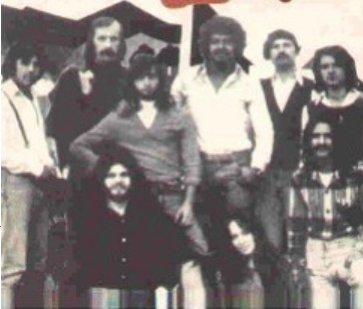
Soluna, 1976.

Il 1977 fu un anno di separazioni e conclusioni: i Crucis si sarebbero sciolti alla fine dell'anno. Nell'heavy metal, i Pappo's blues videro la fine della loro corsa dopo quasi sette anni. Gli Aquelarre sarebbero tornati dal loro periodo spagnolo, ma dopo un tour si sciolsero. Negli anni seguenti si sciolsero molte altre band, e con l'avanzare della disco music i media parlarono della morte del rock argentino.
Ma il 1978 avrebbe mostrato anche uno sguardo al futuro: iniziarono la loro carriera, una band di La Plata chiamata Patricio Rey y sus Redonditos de Ricota, con i loro costumi comici e tempi nervosi e veloci. Il 1977 fu un anno in cui alcune band ebbero un breve periodo di notorietà: i Soluna (secondo gruppo di Gustavo Santaolalla), con il loro folk elettrico, e gli Orion's Beethoven, band progressive che suonavano già nel 1969. Anche Bubu con il loro album Anabelas, nel 1978 era una di quelle band.
Nel corso degli anni, diverse figure ed eventi andarono costruendo l'espansione del rock argentino in tutto il mondo: Sandro y los del fuego nel 1963; l'invasione uruguaiana del 1965 che ha dimostrato la fattibilità commerciale di band non statunitensi o britanniche; il grande successo di "La balsa" dei Los Gatos nel '67 che dimostrò che il rock in lingua spagnola poteva attrarre le masse; l'Acusticazo del '72. Nei giorni di magra del 1978, emersero i Serú Girán come un "supergruppo".

### 1976-1983: L'impatto dell'ultima dittatura civile-militare

Emilio Eduardo Massera (a sinistra) e Jorge Rafael Videla (a destra)

Il 24 marzo 1976, il governo democratico di María Estela Martínez de Perón fu rovesciato da un colpo di stato civile-militare che si definì Processo di riorganizzazione nazionale, aprendo uno dei periodi più bui della storia argentina, segnato dalla repressione, dalla censura e dalla massiccia sparizione forzata di persone. Il rock argentino, come la società nel suo insieme, ha subito il periodo di maggiore censura della sua storia. Il rock era percepito come sovversivo dai militari, e in un discorso del 1976 l'ammiraglio Emilio Massera denunciò i suoi musicisti e fan come potenziali sovversivi. Paradossalmente, questa antinomia non è andata oltre il semplice confronto retorico. Durante la dittatura ci furono migliaia di scomparsi, di tutte le professioni e provenienze sociali, ma non c'era un solo musicista rock in quella lista. Né nessuno ha subito la reclusione. Come ha detto il musicista Iván Noble: "Non c'è nessuna persona scomparsa dal rock. Non ci fu in Argentina un caso equiparabile a Víctor Jara in Cile, un musicista le cui dita furono prese a martellate. Nella musica popolare c'erano ragazzi che dovettero andare in esilio, ovviamente, ma in seguito tornarono e continuarono a cantare". Tra i musicisti rock che andarono in esilio ci sono Moris, Aquelarre, Crucis, Edelmiro Molinari, Gabriela, Gustavo Santaolalla, Arco Iris, Tomás Gubitsch, Miguel Cantilo e Roque Narvaja, e persino il produttore Jorge Álvarez. Tutti lo hanno fatto di loro spontanea volontà temendo per la propria vita, ma molti di loro sono tornati prima del ritorno della democrazia. I musicisti rimasti in Argentina, in genere, non subirono disagi ulteriori rispetto a quelli della popolazione generale in quella difficile fase in cui un settore della sinistra radicale giovanile aveva optato per la lotta armata, sfidando così irreversibilmente le forze pubbliche dello Stato.

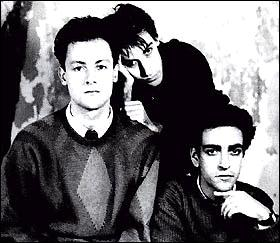
Los Encargados nei primi anni '80

Il principale danno arrecato dal "Processo al rock nazionale" è legato alla censura imposta dal regime. Lo scambio di informazioni con l'esterno smise di fluire e, in un momento in cui il rock mondiale stava subendo i suoi maggiori cambiamenti, in Argentina si fermò. Il punk rock, il post-punk, la new wave e le principali tendenze internazionali in Argentina non avrebbero preso forma se non dopo l'apertura causata dalla guerra delle Malvinas. Al culmine della scena punk mondiale, i gruppi che si divisero il pubblico di Buenos Aires furono i Serú Girán e gli Spinetta Jade, entrambi provenienti dal rock progressivo con un'aperture verso il jazz rock. I primi tentativi di formare gruppi new wave provenivano generalmente da musicisti che erano andati all'estero all'inizio della dittatura e che, vedendo che non c'era alcun rischio nel tornare, riportarono informazioni di prima mano creando una nuova sensazione nella scena locale. Questo fu il caso di Miguel Cantilo con il suo gruppo Punch, Miguel Abuelo con la nuova formazione Los Abuelos de la Nada e Gustavo Santaolalla quando ha registrato il suo album Santaolalla. L'album è stato considerato "il primo album argentino di rock moderno". Anche il giornalista Uki Goñi, dopo il suo soggiorno a Londra, cercherà di generare il primo disco new wave in Argentina con la sua band Los Helicópteros, che nel 1982 con l'album Musica Pep. Ma gli stilemi con cui il pubblico vedeva il rock non cambiarono poi molto, se si pensa che alla quarta edizione del festival Barock del 1982, gran parte della gente ricalcava i vecchi modi dello stile Woodstock, mostrandosi ostili verso i nuovi suoni dei Los Encargados.
Qualcosa di simile accadde con Pappo che, dopo gli anni in Europa, tornò in Argentina cercando di introdurre le prime influenze della New wave of British heavy metal nel continente, generando però un suono più simile all'hard rock che al nuovo Heavy metal.
Negli anni più duri della dittatura, il più grande traguardo per il rock nazionale era stata l'inaugurazione, il 25 maggio 1978, dello Estadio Obras Sanitarias, che nel tempo si sarebbe guadagnato l'appellativo di tempio del rock argentino per la sua cruciale importanza: raggiungere l'Obras fu per le band un certificato che erano diventate uno dei gruppi principali della scena rock argentina. Il primo concerto dell'Obras fu della Banda Spinetta, anche se il primo concerto ufficiale fu il 3 novembre con Serú Girán, che fu senza dubbio la band di maggior successo dell'intero periodo della dittatura.
Serú Girán nasce dall'unione, a Buzios, in Brasile, dei musicisti Charly García, Oscar Moro, David Lebón e Pedro Aznar. In breve tempo sono riusciti a raggiungere una grande popolarità con il proprio stile rock, raggiungendo un pubblico eterogeneo di diversa estrazione sociale. Ciò è avvenuto in gran parte grazie al suono che il gruppo ha catturato durante i tre mesi di permanenza nel nord-est di Brasile. In effetti, il primo album della band è stato chiaramente influenzato dalla musica brasiliana, unita al rock progressivo e al jazz.
Nel dicembre 1980, un segno del cambiamento fu la visita nel paese dei Police, all'Estadio Obras Sanitarias e al teatro Radio City di Mar del Plata. Nell'evento di Obras è accaduto un episodio diventato leggendario nella scena rock argentina: un fan che si trovava vicino al palco fu picchiato da un poliziotto e stava per essere preso in custodia, ma il chitarrista Andy Summers, che aveva visto la scena ha reagito prendendo a calci il poliziotto per convincerlo a liberarla. La polizia cercò di fermare lo spettacolo, ma il produttore Grinbank si presentò e li ha convinse a lasciare che lo spettacolo finisse e a mettere Summers in prigione. Grinbank e l'ambasciata britannica fecero pressioni sulle istituzioni e Summers se ne andò dopo poche ore. A lungo termine, la visita dei Police ebbe forti effetti sulla scena rock argentina: era divenuto chiaro che nel resto del mondo c'erano altri suoni, molto diversi da quelli di una scena locale ancora molto legata alle sonorità progressive e hippie, e sebbene l'adozione di stili new wave fu piuttosto lenta, questo divenne un precedente per il cambiamento verso un sound wave.

### Guerra delle Falkland e rinascita

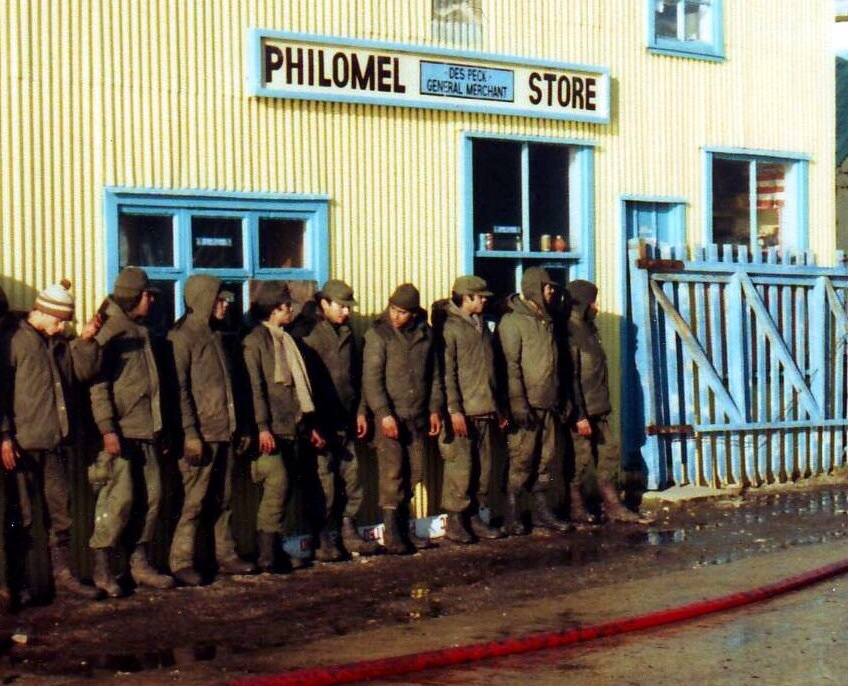
Soldati argentini prigionieri a Port Stanley.

Ad inizio anni '80 l'economia argentina era in recessione intorno e cresceva il malcontento nei confronti del governo militare. Il 2 aprile la Giunta militare iniziò lo sbarco di truppe militari nelle Isole Malvinas (territorio storicamente rivendicato dall'Argentina), dando così inizio alla Guerra delle Malvinas, come disperato tentativo di restare al potere manipolando il sostegno popolare attraverso una secolare rivendicazione di territori. Migliaia di giovani furono mandati in guerra mal addestrati e senza attrezzature. La guerra costò centinaia di vittime nei ranghi argentini prima che gli inglesi riuscirono riprendere il controllo sulle Malvinas. Dopo il clamoroso fallimento nella gara della Giunta Militare, il governo fu costretto ad indire le elezioni dopo sette anni di dittatura. Sebbene la guerra delle Malvinas sia stata uno degli episodi più tragici della recente storia argentina, ha avuto l'effetto paradossale di rivitalizzare il rock argentino. Mentre la guerra era in corso, la musica in inglese fu bandita, il che diede ancora più slancio alla musica in spagnolo.
Nel maggio 1982 il Festival de la Solidaridad Latinoamericana radunò alcune delle band più importanti dell'epoca. Il concerto aveva l'obiettivo di sostenere le truppe che combattevano sulle isole, sebbene fosse anche una forma velata di protesta contro la guerra e un appello alla pace. Allo stesso tempo, il rock in inglese era censurato nelle radio e i programmer avevano riempirono gli spazi con il nuovo rock argentino. Questo fu un grande impulso per il rock nazionale e fu il motivo per cui molte band arrivarono ad ottenere un contratto discografico, soprattutto quelle che, avendo proposte vicine agli stili rock più innovativi, non erano ancora ben viste dal pubblico dei grandi festival.

### 1983-1990: Il rock argentino diventa globale

#### new wave, punk e darkwave
Se è vero che con il ritorno della democrazia e dei contatti con l'esterno, l'Argentina ritrovò nuovi impulsi, ritornando in sintonia con il resto del mondo, è anche vero che alcuni illuminati avevano già visto oltre il passato a cui la censura aveva condannato il paese. Patricio Rey y sus Redonditos de Ricota avevano iniziato a suonare già dal 1977 e negli anni successivi andavano ampliando sempre più il loro seguito. Nel 1979, a La Plata, i fratelli Julio, Marcelo e Federico Moura avevano formato una band pionieristica del genere new wave chiamata Virus che, già nel 1981, avevano realizzato il loro album Wadu Wadu. Nel 1982, per accompagnare l'esplosione del nuovo pop, incisero Recrudece, un album che divenne negli anni un oggetto di culto, ma che all'epoca non ebbe quasi nessuna trasmissione radiofonica. Sarà l'album successivo, Agujero Interior, uscito nel dicembre 1983, nei primissimi giorni della restaurazione democratica, a rendere il sound dei Virus massiccio e praticamente inseparabile da quel momento storico dell'Argentina, con inni come En mi garage, El Probador e Hay que salir del Agujero Interior. Nel 1980 amici affascinati dall'ondata punk statunitense e britannica formarono la band Los Violadores.
Los Twist irruppero sulla scena nel 1983 con canzoni dal contenuto politico, ma con tocchi di umorismo come Pensé que se trataba de cieguitos ("Pensavo si trattasse di uomini ciechi") e "Tomá, matate" ("Ecco, ucciditi"). Le Viuda e hijas de Roque Enroll furono il primo gruppo rock di questo periodo formato esclusivamente da donne. Le loro canzoni come "Lollypop", "La silicone no perdona" e "La familia argentina" introducono ritmi ballabili ed luminosi. Anche i Suéter avevano un lato comico con brani ballabili come "Mamá planchame la camisa", "Métodos" e "Ciudadano ilustre", ma al contrario dei primi due gruppi, furono conosciuti per canzoni più serie, raggiungendo l'apice del pop rock del decennio con canzoni come "Amanece en la ruta", "Vía México" e "Él anda diciendo".
L'Argentina è entrata in una nuova fase della sua storia nel dicembre 1983, con l'inaugurazione del governo democratico di Raúl Alfonsín. L'ingresso nella democrazia ha significato la scomparsa dell'apparato repressivo e censorio del governo militare, per cui è rifiorita la libertà di espressione. Un'intera generazione che non aveva goduto di questa libertà durante la dittatura si sentì improvvisamente attratta da quella popular music che era stata precedentemente bandita e non aveva niente a che vedere direttamente con il rock. Cantautori di protesta come Piero, Víctor Heredia, la nueva trova cubana, la trova rosarina e musicisti folk come Mercedes Sosa, hanno preso il controllo delle onde radio e dei palchi che prima erano esclusivi del rock nazionale. Ma le nuove generazioni, che non si sentivano identificate con queste proposte, stavano creando la scena underground che avrebbe portato allo sviluppo delle band citate prima.
Il clima sociale festoso e gioioso ha segnato il progresso della new wave e del pop rock argentini, che con i suoi ritmi energici e lo stile indifferente avrebbero promosso band che sarebbero state al centro della scena musicale argentina. Questo tipo di band, che passava dal suono "solenne" e progressivo del rock sinfonico a una musica più irriverente e accessibile rappresentavano perfettamente lo spirito ottimista e festoso del momento storico.
Parte dei meriti per aver imposto il suono new wave nel rock nazionale vanno dati Charly García, uno dei musicisti più rispettati del momento che, dopo lo scioglimento di Serú Girán, si mosse decisamente in quella direzione con la sua trilogia iniziale. Il suo primo album di canzoni da solista, Yendo de la cama al livng (1982) ebbe un grande successo, essendo uno dei primi beneficiari della proibizione della musica in inglese alla radio. È un album di transizione in cui ballate tradizionali come "Inconsciente Colectivo" convivono con canzoni pop "moderne" come quella che dà il nome all'album, "Yo no quiero vorme tan loco" o la quasi improvvisata "Peluca Telefónica". Per questo lavoro, la band era composta da Willy Iturri alla batteria, Gustavo Bazterrica alla chitarra, Cachorro López al basso e Andrés Calamaro alle tastiere (questi ultimi tre membri dei Los Abuelos de la Nada). Questo materiale è stato presentato in un concerto impressionante (di fronte a 25.000 persone) allo stadio Ferrocarril Oeste, il 26 dicembre 1982, dove ha anche eseguito quello che sarebbe stato un altro dei suoi successi, "Los Dinosaurios", che era dedicata al periodo dell Processo di riorganizzazione nazionale ed alle migliaia di persone scomparse. In quei mesi, oltre a registrare il suo primo album da solista, Charly produce artisticamente Los Abuelos de la Nada, che "apre" il concerto di Ferro insieme all'esordiente Suéter, che fu accolto molto male, con insulti e oggetti lanciati sul palco. Nel 1983 uscì Modern Clicks, che vedeva una svolta nella musica di García, con l'introduzione di ritmi ballabili, canzoni più brevi e talvolta più irriverenti, in linea con l'aria di rinnovamento checominciava ad arrivare con l'apertura democratica. Canzoni come "Los dinosinos", "Nos seguien pegando abajo (Pecado mortal)" e "No me dejan salir". Questo album non fu ben accolto dal pubblico, poiché includeva (per la prima volta nella carriera di García) canzoni "ballabili". La trilogia essenziale di García si completa con Piano bar, un album registrato dal vivo negli studi ION, con un uso minimo di sovraincisioni, che ha in "Demoliendo hoteles", la ballata "Promesas Sobre el Bidet", "Rap del Exilio" e "Cerca de la revolución" i suoi più grandi successi. È un album con molta New Wave nei ritmi, ma un po' meno ballabile e anche con certe sfumature più sperimentali.
Nel 1982 Omar Chabán aprì il Café Einstein, dove band underground come Soda Stereo, Sumo, Patricio Rey y sus Redonditos de Ricota, Las Bay Biscuits e Los Twist suonarono nei loro primi periodi. Successivamente il circuito del Café Einstein dava spazio al punk rock e alla darkwave, presentando gruppi come Sissi Hansen e Geniol con Coca, tra gli altri. In questa fase (1982 - 1985), sarebbero emersi gruppi che avrebbero avuto un'esistenza effimera, come Púrpura, Metrópoli, Cinema, Gel, Comida China, Cosméticos e Nylon.

#### AOR, hard rock, heavy metal
Il rock argentino della fine degli anni '70 includeva band come Pappo's Blues, El Reloj, Vox Dei e Pescado Rabioso. I fan di quelle band alla fine avrebbero creato le prime band heavy metal. All'epoca non esisteva una stampa specializzata e le band e i concerti erano pochi. Dal Festival de la Solidaridad Latinoamericana uscirono artisti solisti che avrebbero continuato ad approfondire una forma di musica rock e pop più orientata agli adulti, creata seguendo il gusto di quei giovani argentini degli anni '60/'70 oggi maturi. Alcuni di questi nomi erano Juan Carlos Baglietto (che vedeva positivamente un giovane musicista di Rosario di nome Fito Páez), Alejandro Lerner e Celeste Carballo.
La rivista specializzata Metal è stata la prima rivista heavy metal in Argentina, pubblicata nel 1983, e "Cuero Pesado" (spagnolo: cuoio pesante) il primo programma radiofonico. Nell'heavy metal, Pappo aveva intanto fondato la nuova band Riff, mentre nello stesso periodo prendevano sempre più piede le band V8 e La Torre. I V8 mescolavano heavy metal e punk rock, e divennero famosi durante un incidente al concerto "Buenos Aires Rock".
Il successo internazionale del Glam metal aumentò anche l'interesse per la musica heavy metal in generale. Anche se il glam metal non ha mai avuto dei veri rappresentanti argentini, alcuni gruppi hard rock utilizzavano uno stile visivo glam, come Alakran, Kamikaze ed Escocia. In questo ambito, la band di maggior successo furono i Rata Blanca, il cui concerto allo stadio José Amalfitani, viene ancora oggi ricordato come uno dei più partecipati dal pubblico.
Nella seconda metà degli anni '80 nacquero invece le prime band thrash metal e tra queste Horcas, Lethal e Nepal. Tra le band più famose di questo filone vi erano gli Hermética, guidati dall'ex bassista dei V8 Ricardo Iorio.

#### La Argentine Invasion
Nel 1985, anno in cui si formarono Los Fabulosos Cadillacs, diverse band iniziarono a ricevere trasmissioni consistenti in tutta l'America Latina. Il rock argentino ha iniziato a "scalare" il continente sulle Ande: prima il Cile, poi il Perù, l'Ecuador, la Colombia, il Venezuela. Zeta Bosio, membro dei Soda Stereo, su questo disse: "Lasciavamo l'Argentina e andavamo in tournée in Cile, Perù, ecc., e in alcuni posti non avevano mai sentito un concerto rock dal vivo prima ... dicevano che quella musica era per un altro mondo e non funzionerebbe ... ora è tutta gioia vedere come ha funzionato e che ora ha le proprie gambe ..." I gruppi rock argentini sono stati i primi ad essere firmati con etichette discografiche multinazionali per la distribuzione in molte nazioni.
Nel 1986 il fenomeno si espanse, e all'inizio di quell'anno era diventato un fenomeno continentale, raggiungendo l'America centrale ed il Messico ed ottenendo buoni riscontri anche in Europa. Los Enanitos Verdes, con il loro energico pop-rock che affascinava attraverso le linee musicali, guadagnarono una popolarità mai vista oltre i confini. Los Fabulosos Cadillacs, con il loro ska-rock dalle sonorità latine, acquisirono un notevole successo in tutta l'America Latina. Rata Blanca, una band heavy metal formata nel 1987 dalle ceneri di influenti rocker dei primi anni '80 chiamati V8, assunse una certa notorietà nel mondo di lingua spagnola. Lo stesso fecero Charly García, Fito Páez e poi l'artista solista Miguel Mateos. Il 1986 è stato il culmine di un'ondata senza precedenti di successo internazionale per il rock argentino.
Ma l'espansione del rock argentino aiutò anche a rivitalizzare le altre scene rock dell'America Centrale e Latina, dimostrando che il rock in lingua spagnola poteva funzionare anche commercialmente. In Messico ad esempio, le band argentine venivano commercializzate dai grandi media come Televisa con lo slogan "rock nella tua lingua", gettando così le basi per il nuovo rock messicano in lingua spagnola. Ma la diffusione del rock argentino fu importante anche in altre nazioni come il Perù, il Cile, ed in Colombia dove molti gruppi musicali citano il rock argentino come influenze diretta.
All'inizio del 1988, con le più importanti band argentine (Soda Stereo, Los Fabulosos Cadillacs, Los Enanitos Verdes, Rata Blanca, Charly García, Andres Calamaro, Miguel Mateos, Sumo, Virus) in costante tournée in America Latina, Europa ed Asia, la globalizzazione del rock e del pop argentino era completa.

### Tra indie rock e rock alternativo
Sul finire degli anni '80 si era ormai formata anche in Argentina un'importante scena rock che aveva mosso l'interesse delle major. In questo contesto un certo numero di band rifiutarono la strada commerciale al rock, rivendicando maggior indipendenza espressiva e distributiva. Nasceva così anche in Argentina la scena indie rock con band come Todos Tus Muertos, Don Cornelio y La Zona (che divennero in seguito Los Visitantes), Los Brujos, Babasónicos, Los Siete Delfines, Massacre Palestina. Una delle band di maggior successo di questa area saranno i Patricio Rey y sus Redonditos de Ricota. Erano questi gli esordi di quello che diventerà il New rock argentino degli anni '90.
Sempre in questo ambito andavano formandosi quelle band che negli anni '90 faranno parte dei Rock Rolinga, un sottogenere del rock argentino che è molto in debito con i Rolling Stones, e tra questi vi erano Los Ratones Paranoicos.

### Tropical rock
Il 1987 segnano la nascita del "Tropical rock" argentino. In quell'anno l'Argentina registrò l'esplosione di numerosi gruppi reggae locali. Mentre il rock argentino si espandeva a livello internazionale, in casa espose la reggae-mania: nell'estate di quell'anno nacquero una miriade di band, di cui Los Pericos, Los Cafres, La Zimbabwe e Jafran sono i nomi più noti. Questa tendenza era destinata a sparire presto, e solo i Los Pericos avrebbero mantenuto una carriera duratura, mentre i Los Cafres avrebbero avuto un discreto successo a partire dal 1994. Altri gruppi evolsero le loro sonorità, come Los Auténticos Decadentes, che sarebbero diventati un gruppo di ballate e pop ska-latino estremamente popolare. Nonostante la sua breve durata, la scena raggae locale ebbe il merito di essere la culla di quello che divenne il "tropical rock" argentino che fondeva ska, reggae e musica latina. Le band di maggior successo in questo ambito furono Los Pericos e Los Fabulosos Cadillacs.